# Pearls Before Swine
I Pearls Before Swine sono stati un gruppo musicale folk statunitense fondato da Tom Rapp nel 1965 a Eau Gallie, Florida.

## La storia
Originario del Dakota del Nord, Rapp si trasferì con la famiglia prima in Minnesota, poi in Pennsylvania e infine in Florida. Lì formò i Pearls Before Swine insieme ad alcuni compagni di scuola. Il gruppo non ebbe mai una formazione stabile, l'unica costante fu Rapp, eccentrica mente del gruppo. Nel 1967 esce il primo disco One Nation Underground; l'album vendette 200 000 copie. Per realizzare questo ed i successivi album il gruppo si servì di innumerevoli strumenti quali arpa, corno inglese, vibrafono, celeste, banjo, sitar, flauto che diedero a Rapp la possibilità di dimostrare il suo talento di arrangiatore. La musica appare fortemente influenzata da Bob Dylan, in particolare dal suo album Blonde on Blonde, i testi poetici richiamano invece Leonard Cohen. Le atmosfere oniriche e l'uso dei suoni mostrano chiaramente come la musica non sia semplice folk, ma sfoci nella psichedelia nonostante sia lontana dalle deliranti melodie ispirate dai "trip" dell'LSD.
Nel 1968 esce Balaklava, disco considerato uno dei capolavori dell'epoca sebbene oggi risulti in fondo meno attraente degli album successivi. Antimilitarista, ispirato alla battaglia di Balaklava è un disco che ricorda le ballate medievali, un disco funereo ed allo stesso tempo intimista (non a caso per la copertina fu scelto un dettaglio de Il Trionfo della Morte di Pieter Bruegel il Vecchio). I dischi che seguirono, fino al 1973, furono opera del solo Rapp ma sono tutti comunque di livello altissimo.
Nel 1999 Tom Rapp ritorna in scena con A Journal of the Plague Year, un disco di straordinaria intensità che si rifà ai primi album e ricerca le stesse atmosfere.

## Discografia (Pearls Before Swine / Tom Rapp)

### Album
- One Nation Underground (1967, ESP-Disk)
- Balaklava (1968, ESP-Disk)
- These Things Too (1969, Reprise)
- The Use of Ashes (1970, Reprise)
- City of Gold (1971, Reprise) a nome Thos. Rapp / Pearls Before Swine
- ...Beautiful Lies You Could Live In (1971, Reprise) a nome Tom Rapp / Pearls Before Swine
- Familiar Songs (1972, Reprise) a nome Tom Rapp
- Stardancer (1972, Blue Thumb) a nome Tom Rapp
- Sunforest (1973, Blue Thumb) a nome  Tom Rapp / Pearls Before Swine
- A Journal of the Plague Year (1999, Woronzow) a nome Tom Rapp

### Raccolte
- Constructive Melancholy (1999, Birdman)
- Jewels Were The Stars (2003, Water)
- The Wizard Of Is (2004, Water)

## Singoli
- Morning Song / Drop Out! (1967, ESP-Disk)
- I Saw The World / Images Of April (1968, ESP-Disk)
- These Things Too / If You Don't Want To (1969, Reprise)
- Suzanne / There Was A Man (1969, Reprise)
- The Jeweller / Rocket Man (1970, Reprise)
- Marshall / Why Should I Care? (1972, Blue Thumb)